# Vapenrock m/1879

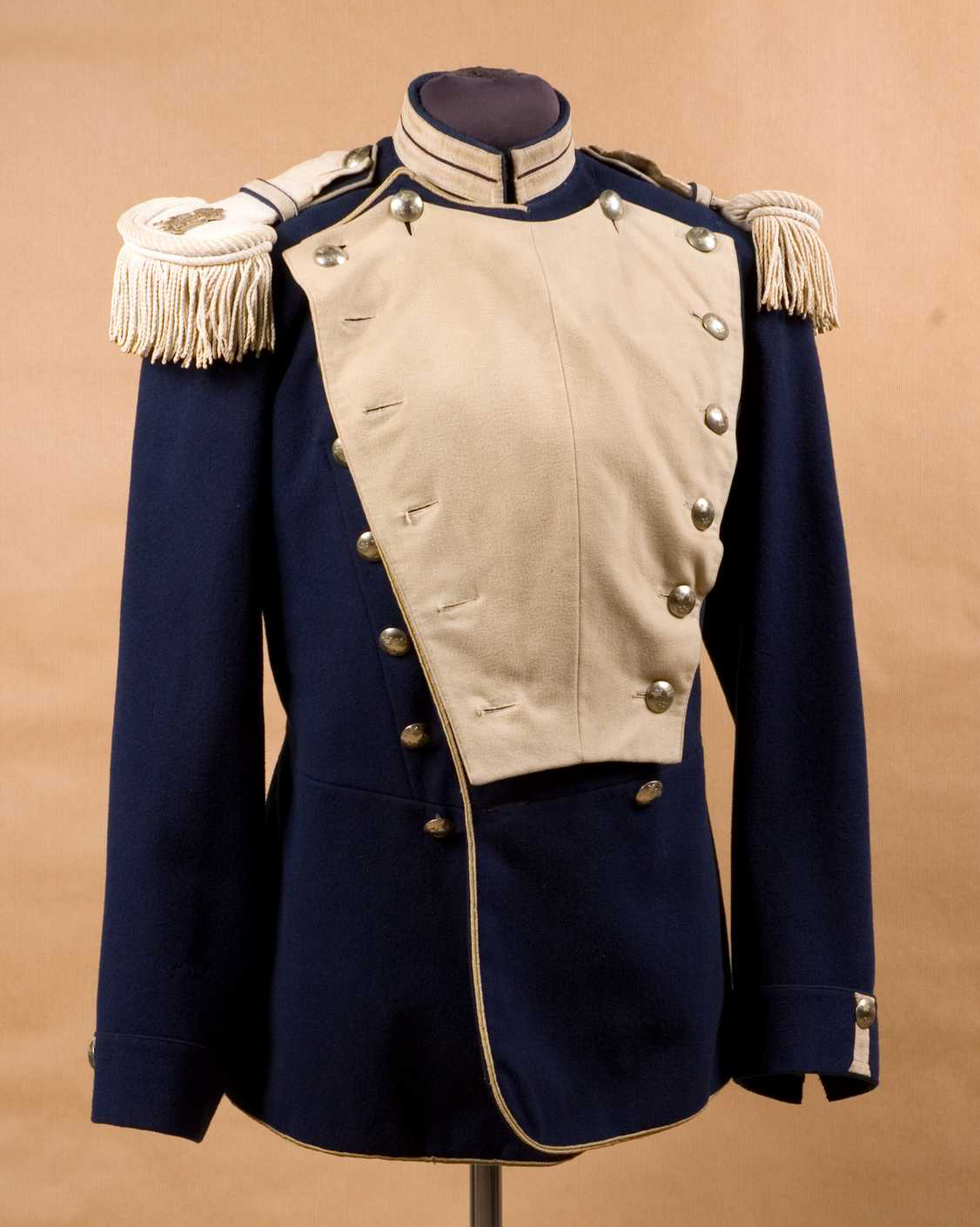
Vapenrock m/1879 för manskap vid Livgardet till häst (K1).

Vapenrock m/1879 var en vapenrock som användes inom försvarsmakten (dåvarande krigsmakten).

## Utseende
Denna vapenrock är av ljusblått kläde och har vita revärer. Den har två knapprader om åtta knappar vardera. Axlarna pryds av epålett m/1804 hos manskap och av m/1845 för officerare samt fanjunkare.

## Användning
Denna uniform bars endast av Livgardet till häst (K 1) tillsammans med ridbyxor m/1853 och hjälm m/1879.